# Gregorčičeva ulica, Kobarid
Gregorčičeva ulica je ena izmed pomembnejših ulic v Kobaridu. Do izgradnje vzhodne obvoznice je predstavljala edino povezavo na poti proti Bovcu in je bila podvržena številčnemu tovornemu in avtomobilskemu prometu. Ta je povzročal veliko prometno nevarnost ter onemogočal normalni turistični razvoj te lepe in ozke ulice, ki predstavlja najstarejši del mesta,

## Zgodovina
Ulica nosi ime po slovenskem pesniku in duhovniku Simonu Gregorčiču, ki je bil rojen na Vrsnem, pomemben del svojega življenja pa je preživel v Kobaridu.

## Urbanizem
Ulica se začne na Trgu Svobode in se razteza pod strmim kamnitim robom griča Gradič do industrijske cone pred mestom. Del ulice obsega tudi oba kobariška kampa, ki ležita nekoliko odmaknjena od mesta pri reki Soči. V industrijski coni se Gregorčičeva ulica meji z Industrijsko cesto.
Na Gregorčičevo ulico se prečno priključujeta: Pot na Gradič in Manfredova ulica.
Na ulici si lahko ogledamo naslednje znamenitosti:
- Fundacija Pot miru,
- Kobariški muzej,
- Osnovna šola Simona Gregorčiča,
- Dom Andreja Manfreda,
- zanimiva arhitektura starih hiš
- Mlekarna Planika in Sirarski muzej,